# قحطان القحطاني
قحطان القحطاني (18 سبتمبر 1954 -)، ممثل بحريني. بدايته الفنية كانت في عام 1973 في البحرين ومن ثم بدأ الكويت، تخرج من المعهد العالي للفنون المسرحية في الكويت عام 1978.

## أعماله الفنية

### في التلفزيون
- مغامرات جاسم
- حبابة.
- المرايا.
- طيبة وبدر.
- امرؤ القيس.
- ابن تيمية.
- بيت أبو خالد.
- السديم.
- عذاري.
- عيون من زجاج.
- لعنة امراة.
- أيام السراب.
- ليلة عيد.
- الحب المستحيل.
- وجع الانتصار.
- خوات دنيا.
- الخطايا العشر (2018)
- هواجيس
- الزقوم 2022
- عودة خالتي 2022

### من المسرحيات
- عائلة بوغانم.
- مغامرة رأس المملوك.
- عشاق حبية.

### من الأفلام
- الحاجز
- حنين

## روابط خارجية
- قحطان القحطاني على موقع قاعدة بيانات الأفلام العربية